# Centris moerens
Centris moerens là một loài Hymenoptera trong họ Apidae. Loài này được Perty mô tả khoa học năm 1833.